# Anthurium latissimum
Anthurium latissimum är en kallaväxtart som beskrevs av Adolf Engler. Anthurium latissimum ingår i släktet Anthurium och familjen kallaväxter. Inga underarter finns listade.